# Pentathlon moderno ai Giochi della XXXII Olimpiade - Gara maschile
La competizione del pentathlon moderno maschile dei Giochi della XXXII Olimpiade si è svolta il 5 e 7 agosto 2021 a Tokyo presso l'Musashino Forest Sport Plaza (scherma) e il Tokyo Stadium (nuoto, equitazione, tiro a segno e corsa).

## Programma
Gli orari sono in Japan Standard Time (UTC+9)
| Data          | Ora   | Evento                            |
| ------------- | ----- | --------------------------------- |
| 5 agosto 2021 | 13:00 | Scherma (definizione graduatoria) |
| 7 agosto 2021 | 14:30 | Nuoto                             |
| 7 agosto 2021 | 15:45 | Scherma (Bonus Round)             |
| 7 agosto 2021 | 17:15 | Equitazione                       |
| 7 agosto 2021 | 19:30 | Evento combinato                  |

## Risultati
Legenda
♦ Il miglior risultato di ciascun evento è evidenziato in giallo e contrassegnato con il simbolo del diamante.
| Class   | Atleta             | Paese         | Nuoto Tempo (p.) | Scherma RR+BR Vittorie (p.) | Equitazione Tempo (p.) | Evento combinato Tempo (p.) | Totale  |
| ------- | ------------------ | ------------- | ---------------- | --------------------------- | ---------------------- | --------------------------- | ------- |
| Oro     | Joe Choong         | Gran Bretagna | 1:54.87 (321)    | 25+1 (252)♦                 | 75.37 (286)            | 11:17.53 (623)              | 1482 OR |
| Argento | Ahmed El-Gendy     | Egitto        | 1:57.13 (316)    | 18+1 (209)                  | 82.54 (284)            | 10:32.47 (668)              | 1477    |
| Bronzo  | Jun Woong-tae      | Corea del Sud | 1:57.23 (316)    | 21+0 (226)                  | 84.76 (289)            | 11:01.84 (639)              | 1470    |
| 4       | Jung Jin-hwa       | Corea del Sud | 1:57.85 (315)    | 23+1 (239)                  | 80.20 (293)            | 11:21.95 (619)              | 1466    |
| 5       | Martin Vlach       | Rep. Ceca     | 2:07.19 (296)    | 16+0 (196)                  | 80.78 (300)♦           | 10:30.13 (670)♦             | 1462    |
| 6       | Ádám Marosi        | Ungheria      | 1:59.50 (311)    | 20+0 (220)                  | 83.06 (297)            | 11:07.43 (633)              | 1461    |
| 7       | Valentin Prades    | Francia       | 2:00.73 (309)    | 19+3 (217)                  | 82.05 (270)            | 10:38.89 (662)              | 1458    |
| 8       | Jan Kuf            | Rep. Ceca     | 2:02.32 (306)    | 23+0 (238)                  | 86.07 (294)            | 11:23.76 (617)              | 1455    |
| 9       | James Cooke        | Gran Bretagna | 1:53.80 (323)    | 18+0 (208)                  | 80.41 (293)            | 11:12.30 (628)              | 1452    |
| 10      | Alexander Lifanov  | ROC           | 2:05.60 (299)    | 25+1 (251)                  | 79.02 (279)            | 11:19.18 (621)              | 1450    |
| 11      | Valentin Belaud    | Francia       | 2:04.13 (302)    | 18+4 (212)                  | 78.16 (293)            | 11:05.74 (635)              | 1442    |
| 12      | Łukasz Gutkowski   | Polonia       | 2:00.59 (309)    | 19+1 (215)                  | 81.31 (278)            | 11:02.50 (638)              | 1440    |
| 13      | Sebastian Stasiak  | Polonia       | 2:04.59 (301)    | 18+0 (208)                  | 79.65 (286)            | 10:55.95 (645)              | 1440    |
| 14      | Pāvels Švecovs     | Lettonia      | 1:59.83 (311)    | 22+2 (234)                  | 81.97 (285)            | 11:40.67 (600)              | 1430    |
| 15      | Pavlo Tymoshchenko | Ucraina       | 2:06.84 (297)    | 22+1 (233)                  | 80.23 (293)            | 11:36.58 (604)              | 1427    |
| 16      | Gustav Gustenau    | Austria       | 1:56.93 (317)    | 18+2 (210)                  | 80.11 (300)♦           | 11:47.97 (593)              | 1420    |
| 17      | Ilya Palazkov      | Bielorussia   | 2:01.15 (308)    | 24+0 (244)                  | 83.21 (262)            | 11:35.78 (605)              | 1419    |
| 18      | Justinas Kinderis  | Lituania      | 2:02.84 (305)    | 24+2 (246)                  | 99.13 (247)            | 11:22.82 (618)              | 1416    |
| 19      | Fabian Liebig      | Germania      | 2:03.02 (304)    | 16+0 (196)                  | 74.32 (279)            | 11:08.69 (632)              | 1411    |
| 20      | Patrick Dogue      | Germania      | 2:04.27 (302)    | 11+1 (167)                  | 79.76 (300)♦           | 11:00.99 (640)              | 1409    |
| 21      | Luo Shuai          | Cina          | 2:04.08 (302)    | 18+0 (208)                  | 82.65 (249)            | 10:54.13 (646)              | 1405    |
| 22      | Li Shuhuan         | Cina          | 2:09.27 (292)    | 16+0 (196)                  | 82.14 (284)            | 11:08.89 (632)              | 1404    |
| 23      | Aleix Heredia      | Spagna        | 2:07.78 (295)    | 16+4 (200)                  | 70.14 (286)            | 11:34.52 (606)              | 1387    |
| 24      | Ahmed Hamed        | Egitto        | 2:06.58 (297)    | 16+0 (196)                  | 80.20 (279)            | 11:25.85 (615)              | 1387    |
| 25      | Amro El Geziry     | Stati Uniti   | 1:52.96 (325)♦   | 16+2 (198)                  | 83.38 (290)            | 12:35.32 (545)              | 1358    |
| 26      | Róbert Kasza       | Ungheria      | 2:00.61 (309)    | 15+2 (192)                  | 92.49 (271)            | 11:58.88 (582)              | 1354    |
| 27      | Charles Fernández  | Guatemala     | 1:58.16 (314)    | 13+1 (179)                  | 137.04 (219)           | 11:06.56 (634)              | 1346    |
| 28      | Shohei Iwamoto     | Giappone      | 2:03.75 (303)    | 12+1 (173)                  | 80.69 (279)            | 11:52.87 (588)              | 1343    |
| 29      | Pavel Ilyashenko   | Kazakistan    | 2:06.99 (297)    | 15+1 (191)                  | 89.64 (270)            | 12:10.28 (570)              | 1328    |
| 30      | Sergio Villamayor  | Argentina     | 2:10.34 (290)    | 11+0 (166)                  | 89.33 (270)            | 11:42.61 (598)              | 1324    |
| 31      | Ed Fernon          | Australia     | 2:10.85 (289)    | 9+3 (157)                   | 85.17 (288)            | 12:05.89 (575)              | 1309    |
| 32      | Alexander Savkin   | Uzbekistan    | 2:06.64 (297)    | 7+0 (142)                   | 77.29 (279)            | 11:55.96 (585)              | 1303    |
| 33      | Duilio Carrillo    | Messico       | 2:04.08 (302)    | 17+0 (202)                  | EL (0)                 | 11:31.68 (609)              | 1113    |
| 34      | Esteban Bustos     | Cile          | 2:05.24 (300)    | 18+0 (208)                  | EL (0)                 | 11:52.66 (588)              | 1096    |
| 35      | Álvaro Sandoval    | Messico       | 2:02.52 (305)    | 11+1 (167)                  | EL (0)                 | 11:26.30 (614)              | 1086    |
| 36      | Lester Ders        | Cuba          | 2:01.45 (308)    | 10+0 (160)                  | EL (0)                 | 11:46.41 (594)              | 1062    |